# Xã Elkton, Quận Brookings, South Dakota
Xã Elkton (tiếng Anh: Elkton Township) là một xã thuộc quận Brookings, tiểu bang Nam Dakota, Hoa Kỳ. Năm 2010, dân số của xã này là 94 người.